# Batulicin
Batulicin (auch: Batu Licin) ist der Hauptort des Regierungsbezirks (Kabupaten) Tanah Bumbu in der Provinz Südkalimantan in Indonesien und liegt gut 250 Kilometer östlich der Provinzhauptstadt Banjarmasin.

## Geographie

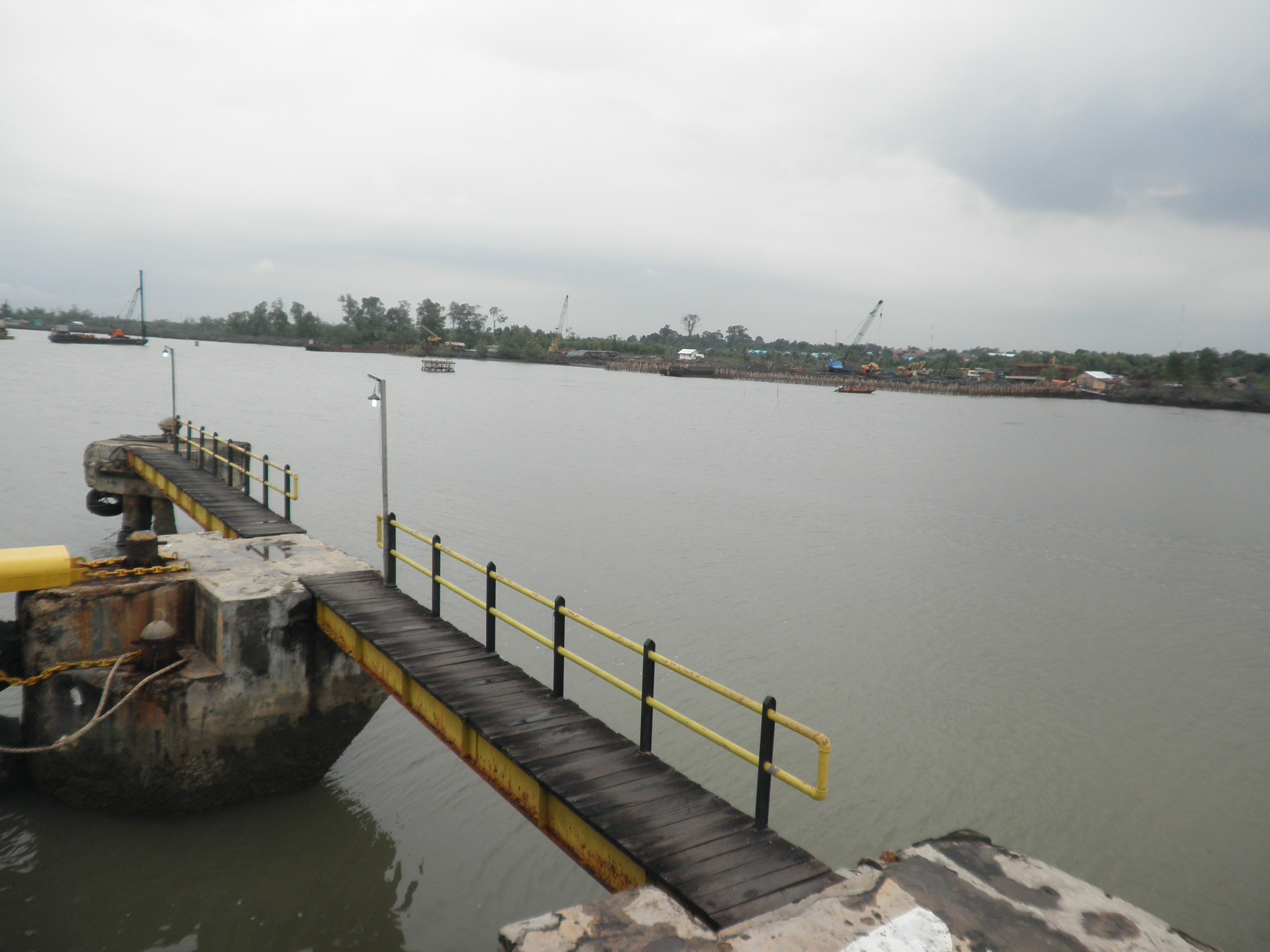
Fährhafen

Batulicin liegt an der Mündung des gleichnamigen Flusses und dient als Fährhafen zur Insel Laut am Südende der Straße von Makassar, durch die mittels der Wallace-Linie die biogeografische Trennung von Asien und Australien verläuft.

## Geschichte
Zu Beginn des 19. Jahrhunderts war Batulicin unter dem Namen Batoe Litjin ein eigenständiges Königreich, das am 4. Mai 1826 von König Banjar an Niederländisch-Indien übergeben wurde.
Ab 1898 ist es Hauptort vom nun selbstverwalteten Tanah Bumbu, obwohl es nie offiziell zu dessen Regierungssitz ernannt worden ist.

## Wirtschaft
Bumi Resources betreibt eine Tagebau-Kohlemine in Batulicin, womit der Hafen ein wichtiges Zentrum für die Kohleschifffahrt Indonesiens ist.
Im Norden der Stadt befindet sich der Flughafen Batulicin.